# Sankt Olofs landskommun
Sankt Olofs landskommun var en tidigare kommun i dåvarande Kristianstads län.

## Administrativ historik
Kommunen bildades i Sankt Olofs socken i Albo härad i Skåne när 1862 års kommunalförordningar trädde i kraft. 
Vid kommunreformen 1952 uppgick kommunen i Kiviks landskommun som 1974 uppgick i Simrishamns kommun.

## Politik

### Mandatfördelning i Sankt Olofs landskommun 1938-1946
| 7 | 5 | 6 | 2 |

| 20 |

| 8 | 6 | 4 | 2 |

| 20 |

| 9 | 5 | 4 | 2 |

| 20 |